# Pływanie na Letnich Igrzyskach Olimpijskich 2004 – 4 × 100 m stylem dowolnym kobiet
4 × 100 m stylem dowolnym kobiet – jedna z konkurencji pływackich, które odbyły się podczas XXVIII Igrzysk Olimpijskich. Eliminacje i finał miały miejsce 14 sierpnia.
Po raz pierwszy od 48 lat mistrzyniami olimpijskimi w tej konkurencji zostały Australijki. Sztafeta w składzie Alice Mills, Lisbeth Lenton, Petria Thomas, Jodie Henry o 0,06 s poprawiła rekord świata, uzyskując czas 3:35,94. Srebrny medal zdobyła reprezentacja Stanów Zjednoczonych, która pobiła rekord obu Ameryk (3:36,39). Brąz z czasem 3:37,59 wywalczyły Holenderki, na ostatniej zmianie wyprzedzając Niemki o 0,35 s.

## Terminarz
Wszystkie godziny podane są w czasie greckim (UTC+03:00) oraz polskim (CEST).
| Data             | Godzina rozpoczęcia | Godzina rozpoczęcia |            |
| Data             | UTC+03:00           | CEST                |            |
| ---------------- | ------------------- | ------------------- | ---------- |
| 14 sierpnia 2004 | 12:22               | 11:22               | Eliminacje |
| 14 sierpnia 2004 | 20:53               | 19:53               | Finał      |

## Rekordy
Przed zawodami rekord świata i rekord olimpijski wyglądały następująco:
| Rekord            | Reprezentacja | Czas    | Miejsce | Data             |
| ----------------- | --- | ------- | ------- | ---------------- |
| Rekord świata     | Niemcy · Katrin Meissner (54,82) · Petra Dallmann (53,95) · Sandra Völker (53,59) · Franziska van Almsick (53,64)  | 3:36,00 | Berlin  | 29 lipca 2002    |
| Rekord olimpijski | Stany Zjednoczone · Amy Van Dyken (55,08) · Dara Torres (53,51) · Courtney Shealy (54,40) · Jenny Thompson (53,62) | 3:36,61 | Sydney  | 16 września 2000 |

W trakcie zawodów ustanowiono następujące rekordy:
| Data        | Etap konkurencji | Reprezentacja                                                                                          | Czas    | Rekord |
| ----------- | ---------------- | --- | ------- | ------ |
| 14 sierpnia | finał            | Australia · Alice Mills (54,75) · Lisbeth Lenton (53,57) · Petria Thomas (54,67) · Jodie Henry (52,95) | 3:35,94 | ,      |

## Wyniki

### Eliminacje
| Miejsce | Wyścig | Tor | Państwo           | Zawodniczka                                                                                        | Czas      | Uwagi |
| ------- | ------ | --- | ----------------- | -------------------------------------------------------------------------------------------------- | --------- | ----- |
| 1.      | 2      | 5   | Australia         | Alice Mills (54,77) Lisbeth Lenton (54,58) Sarah Ryan (54,97) Jodie Henry (54,04)                  | 3:38,26   | Q,    |
| 2.      | 2      | 4   | Stany Zjednoczone | Amanda Weir (54,50) Colleen Lanne (55,42) Lindsay Benko (54,80) Maritza Correia (54,74)            | 3:39,46   | Q     |
| 3.      | 2      | 3   | Holandia          | Inge Dekker (55,56) Annabel Kosten (55,24) Marleen Veldhuis (54,61) Chantal Groot (54,52)          | 3:39,93   | Q     |
| 4.      | 1      | 4   | Niemcy            | Petra Dallmann (55,49) Britta Steffen (56,31) Daniela Götz (55,04) Antje Buschschulte (54,35)      | 3:41,19   | Q     |
| 5.      | 2      | 6   | Szwecja           | Josefin Lillhage (55,72) Cathrin Carlzon (56,05) Therese Alshammar (54,33) Johanna Sjöberg (55,41) | 3:41,51   | Q     |
| 6.      | 1      | 3   | Wielka Brytania   | Alison Sheppard (55,49) Kathryn Evans (55,21) Karen Pickering (55,57) Melanie Marshall (54,83)     | 3:41,96   | Q     |
| 7.      | 1      | 5   | Francja           | Solenne Figuès (55,61) Céline Couderc (55,84) Aurore Mongel (56,25) Malia Metella (54,72)          | 3:42,42   | Q     |
| 8.      | 1      | 6   | Chiny             | Cheng Jiaru (56,14) Xu Yanwei (55,43) Zhu Yingwen (55,08) Yang Yu (56,19)                          | 3:42,84   | Q     |
| 9.      | 1      | 7   | Korea Południowa  | Sun So-eun (56,86) Ryu Yoon-ji (55,24) Shim Min-ji (56,91) Kim Hyun-joo (55,83)                    | 3:44,84   |       |
| 10.     | 1      | 2   | Włochy            | Cecilia Vianini (56,53) Cristina Chiuso (56,33) Sara Parise (57,38) Federica Pellegrini (54,64)    | 3:44,88   |       |
| 11.     | 2      | 2   | Białoruś          | Hanna Shcherba (56,10) Maryia Shcherba (56,78) Iryna Niafedava (56,46) Swiatłana Chachłowa (56,04) | 3:45,38   |       |
| 11.     | 2      | 7   | Brazylia          | Rebeca Gusmão (56,56) Tatiana Lima (56,67) Renata Burgos (56,32) Flávia Cazziolato (55,83)         | 3:45,38   |       |
| 13.     | 1      | 8   | Czechy            | Jana Myšková (56,02) Petra Klosová (56,49) Ilona Hlaváčková (56,42) Sandra Kazíková (54,64)        | 3:46,83   |       |
| 14.     | 1      | 1   | Hiszpania         | Tatiana Rouba (56,41) Ana Belén Palomo (56,64) Laura Roca (56,83) Melissa Caballero (57,59)        | 3:47,47   |       |
| 15.     | 2      | 8   | Szwajcaria        | Dominique Diezi (56,78) Marjorie Sagne (57,17) Seraina Prünte (58,16) Nicole Zahnd (56,50)         | 3:48,61   |       |
| 16. !   | 2      | 1   | Grecja            | Neri-Mandei Niannguara (55,79) Zoi Dimoschaki (56,09) Martha Matsa Eleni Kosti                     | 9:99,99 ! | DSQ   |

### Finał
| Miejsce | Tor | Państwo           | Zawodniczka                                                                                              | Czas    | Strata | Uwagi |
| ------- | --- | ----------------- | --- | ------- | ------ | ----- |
| 1. !    | 4   | Australia         | Alice Mills (54,75) Lisbeth Lenton (53,57) Petria Thomas (54,67) Jodie Henry (52,95)                     | 3:35,94 |        | ,     |
| 2. !    | 5   | Stany Zjednoczone | Kara Lynn Joyce (54,74) Natalie Coughlin (53,83) Amanda Weir (54,05) Jenny Thompson (53,77)              | 3:36,39 | 0,45   | AM    |
| 3. !    | 3   | Holandia          | Chantal Groot (55,45) Inge Dekker (54,66) Marleen Veldhuis (54,11) Inge de Bruijn (53,37)                | 3:37,59 | 1,65   |       |
| 4.      | 6   | Niemcy            | Antje Buschschulte (54,67) Petra Dallmann (54,79) Daniela Götz (53,99) Franziska van Almsick (54,49)     | 3:37,94 | 2,00   |       |
| 5.      | 1   | Francja           | Solenne Figuès (55,36) Céline Couderc (55,20) Aurore Mongel (55,72) Malia Metella (53,95)                | 3:40,23 | 4,29   |       |
| 6.      | 7   | Wielka Brytania   | Melanie Marshall (55,42) Kathryn Evans (54,33) Karen Pickering (55,58) Lisa Chapman (55,49)              | 3:40,82 | 4,88   |       |
| 7.      | 2   | Szwecja           | Josefin Lillhage (55,77) Johanna Sjöberg (55,90) Therese Alshammar (54,18) Anna-Karin Kammerling (55,37) | 3:41,22 | 5,28   |       |
| 8.      | 8   | Chiny             | Cheng Jiaru (56,20) Xu Yanwei (55,19) Yang Yu (56,08) Zhu Yingwen (55,43)                                | 3:42,90 | 6,96   |       |